# きずな (松浦亜弥の曲)
「きずな」は、松浦亜弥の20枚目のシングル。2008年5月21日に発売された。

## 概要
- 前作「笑顔」から約9か月ぶりのリリースで、2008年に発売された唯一のシングル。
- スペシャルオリンピックス日本応援歌。2005年8月にリリースされた亀渕友香＆VOJA（The Voices of Japan）のカバーで、ゴスペルグループ「VOJA」がコーラスに参加している。

## 収録曲
1. きずな [4:36]
作詞：湯川れい子、作曲：宮川彬良、編曲：荒木啓六
2. ひとり（single version） [3:42]
作詞・作曲・編曲：中野雄太
  - アルバム『Naked Songs』収録曲のシングルバージョン。
3. きずな（Instrumental） [4:31]